# 充堆寺 (聂拉木县)
充堆寺，位于西藏自治区日喀则市聂拉木县聂拉木镇充堆村，是一座藏传佛教寺院。

## 简介
充堆寺是位于西藏自治区日喀则市聂拉木县聂拉木镇充堆村的一座藏传佛教寺院。
2015年尼泊尔地震，充堆村也受波及，距离充堆村约三四公里处，塌方的巨石将道路完全堵住。本寺建筑变成危楼。该寺历史悠久，所藏佛像、唐卡等文物较多。4月28日，当地群众找到驻藏中国人民解放军某团搜救分队，请求转移文物，官兵们历时5个多小时将文物全部转移出来，受到群众好评。